# (19402) 1998 EG14
(19402) 1998 EG14 est un astéroïde aréocroiseur découvert en 1998.

## Description
(19402) 1998 EG14 a été découvert le 1er mars 1998 à l'observatoire de La Silla, au Chili, par Eric Walter Elst.

### Caractéristiques orbitales
L'orbite de cet astéroïde est caractérisée par un demi-grand axe de 2,24 UA, un périhélie de 1,64 UA, une excentricité de 0,27 et une inclinaison de 3,31° par rapport à l'écliptique. Du fait de ces caractéristiques, à savoir un demi-grand axe inférieur à 3,2 UA et un périhélie compris entre 1,3 et 1,666 UA, il croise l'orbite de Mars et est classé, selon la JPL Small-Body Database, comme astéroïde aréocroiseur (aréo venant de Arès).

### Caractéristiques physiques
(19402) 1998 EG14 a une magnitude absolue (H) de 14,9 et un albédo estimé à 0,383.